# Massaker von Sllovi
Als Massaker von Sllovi wird ein Ereignis bezeichnet, bei dem am 15. April 1999 31 albanische Zivilisten in Sllovi bei Lipjan im Kosovo durch serbische Terroristen ermordet wurden.

## Geschehnisse
Eine serbische Terroreinheit griff das Dorf Sllovi am 15. April 1999 an. Dabei wurden 31 albanische Zivilisten ermordet, 11 schwer verletzt und weitere 13 verhaftet und gelten seitdem als vermisst.
Zur gleichen Zeit fanden auch in anderen umliegenden Dörfern ethnische Säuberungsaktionen jener Terorreinheit statt. So wurden im Dorf Zhegoc zwei Albaner hingerichtet, in Terbufc wurde ein albanisches Mädchen umgebracht, ein weiteres Mädchen und ein älterer Mann wurden verletzt.
Während der Aktionen der serbischen Milizen wurden die Dörfer um Lipjan stark verwüstet. Über 1.700 Häuser wurden dabei niedergebrannt und geplündert.